# Roger Black
Roger Anthony Black, angleški atlet, * 31. marec 1966, Gosport, Anglija, Združeno kraljestvo.
Black je nastopil na poletnih olimpijskih igrah v letih 1992 v Barceloni in 1996 v Atlanti. Na igrah leta 1996 je osvojil srebrni medalji v teku na 400 m in štafeti 4x400 m, leta 1992 pa bronasto medaljo v štafeti 4x400 m. Na svetovnih prvenstvih je osvojil dva naslova prvaka v štafeti 4x400 m v letih 1991 in 1997 ter srebrni medalji v isti disciplini leta 1987 in v teku na 400 m leta 1991. Na evropskih prvenstvih je postal trikratni zaporedni prvak v štafeti 4x400 m v letih  1986, 1990 in 1994 ter dvakratni zaporedni prvak v teku na 400 m v letih 1986 in 1990, leta 1994 pa je osvojil še srebrno medaljo.